# بريت لانكستر
بريت لانكستر (بالإنجليزية: Brett Lancaster) مواليد 15 نوفمبر 1979 في فيكتوريا، أستراليا، هو دراج أسترالي في صنف سباق الدراجات على الطريق. شارك في دورة الألعاب الأولمبية الصيفية وفاز بميدالية أولمبية.

## سجل النتائج

### سباقات أو مراحل فاز بها
- طواف إيطاليا

## الميداليات
| الميدالية | المسابقة                       |
| --------- | ------------------------------ |
| ذهبية     | الألعاب الأولمبية الصيفية 2004 |

## وصلات خارجية
- الموقع الرسمي

## روابط خارجية
- بريت لانكستر على موقع الاتحاد الدولي للدراجات (الإنجليزية)
- بريت لانكستر على موقع أرشيف الدراجات (الإنجليزية)
- بريت لانكستر على موقع إحصائيات الدراجات الإحترافية (الإنجليزية)
- بريت لانكستر على موقع نسبة الدراجات (الإنجليزية)
- بريت لانكستر على موقع CycleBase (الإنجليزية)
- بريت لانكستر على موقع أوليمبيديا (الإنجليزية)
- بريت لانكستر على موقع اللجنة الأولمبية الأسترالية (الإنجليزية)
- بريت لانكستر على موقع اتحاد ألعاب الكومنولث (مؤرشف) (الإنجليزية)